# Anne-Caroline Chausson
Anne-Caroline Chausson (Digione, 8 ottobre 1977) è un'ex ciclista di BMX e mountain biker francese.
Conta un titolo olimpico nella BMX, vinto nel 2008 ai Giochi di Pechino, e sedici titoli mondiali nella mountain bike, dodici nel downhill, due nel four-cross e due nel dual slalom.

## Carriera
Nata a Digione, iniziò a correre in BMX, che lasciò nel 1993 per passare alla mountain bike. Si aggiudicò subito tre titoli mondiali juniores consecutivi nel downhill tra il 1993 e il 1995, prima di passare nel circuito senior nel 1996 e continuare a vincere il titolo di campionessa mondiale nella specialità consecutivamente per otto anni, fino al 2003.
Al primo anno tra le élite, terminò seconda in Coppa del mondo dietro la statunitense Missy Giove, che poi batté ai campionati del mondo in cui terminò prima davanti a Leigh Donovan e la stessa Giove. Anche l'anno successivo terminò seconda in Coppa del mondo, ma vinse facilmente i mondiali di Château-d'Œx, superando la svizzera Marielle Saner e la finlandese Katja Repo.
Solo nell'edizione 1998 riuscì a battere la Giove in Coppa del mondo, in un testa a testa che si ripeté anche negli anni successivi, e confermò ancora il titolo mondiale. Seguirono altre due doppiette Coppa del mondo-Mondiali nel 1999 e 2000, e in ognuna delle due volte batté la Giove in Coppa e Repo ai mondiali.
Nel 2000 iniziò a partecipare anche agli eventi di dual slalom, aggiudicandosi sette tappe su otto e la classifica finale in Coppa del mondo e il titolo mondiale alla Sierra Nevada. Vi partecipò anche nella Coppa del mondo 2001, senza però riuscire ad aggiudicarsi alcuna medaglia, che tuttavia vinse ai mondiali, per la sesta volta consecutiva nel downhill e per la seconda nel dual slalom, che per l'ultima volta fu disputato in tale competizione.
Nel 2002 il Four-cross sostituì il dual slalom sia in Coppa del mondo sia ai mondiali. Chausson si aggiudicò i titoli in entrambe le competizioni, sia nel downhill sia nel four-cross.
Pianificò il ritiro dalle competizioni di alto livello, a causa dello stress e della mancanza di motivazioni, dopo i mondiali di Les Gets del 2004, che per lei si correvano in casa. Nell'occasione si infortunò ad una spalla nelle prove e fuostretta ad abdicare a favore di Vanessa Quin. Decise così di rinviare il ritiro alla stagione successiva. Terminò così la carriera dopo essere tornata sul podio più alto ai mondiali di Livigno.
Dall'anno successivo, grazie al supporto di Commençal, è diventata ambasciatrice della mountain bike nel mondo, partecipando ad alcune gare promozionali e ad alcuni appuntamenti dell'Avalanche Trophy.
Nel 2007 tornò ad impegnarsi ad alto livello nella BMX, puntando ai Giochi olimpici di Pechino 2008. Sin dal suo rientro ottenne risultati di rilievo, laureandosi campionessa francese ed europea nel 2007 e conquistando un posto in nazionale per i Giochi. Ai campionati del mondo di BMX 2008, a Taiyuan, in Cina, vinse la medaglia d'argento, giungendo seconda tra le donne élite. Ai Giochi di Pechino, il 22 agosto dello stesso anno, vinse la medaglia d'oro nella gara di debutto della BMX nel calendario olimpico.
Nel 2009 partecipò ai campionati mondiali di sci di velocità che si svolsero a Vars, classificandosi all'ottavo posto assoluto nella gara femminile ma vincendo la medaglia d'oro nella categoria production (in cui di gareggia con equipaggiamento da sci alpino).

## Palmarès

### BMX
- 2007

Campionati europei, BMX femminile
Campionati francesi, BMX femminile
- 2008

Giochi della XXIX Olimpiade, BMX femminile

### MTB
- 1993

Campionati del mondo, Downhill Juniores (Métabief)
- 1994

Campionati del mondo, Downhill Juniores (Vail)
1ª prova Coppa del mondo, Downhill (Cap-d'Ail)
Campionati europei, Downhill
Campionati francesi, Downhill
- 1995

Campionati del mondo, Downhill Juniores (Kirchzarten)
Campionati europei, Downhill
Campionati francesi, Downhill
- 1996

Campionati del mondo, Downhill (Cairns)
1ª prova Coppa del mondo, Downhill (Panticosa)
2ª prova Coppa del mondo, Downhill (Nevegal)
4ª prova Coppa del mondo, Downhill (Les Gets)
Campionati europei, Downhill
Campionati francesi, Downhill
- 1997

Campionati del mondo, Downhill (Château-d'Œx)
2ª prova Coppa del mondo, Downhill (Nevegal)
3ª prova Coppa del mondo, Downhill (Panticosa)
Campionati europei, Downhill
Campionati francesi, Downhill
- 1998

Campionati del mondo, Downhill (Mont-Sainte-Anne)
1ª prova Coppa del mondo, Downhill (Stellenbosch)
3ª prova Coppa del mondo, Downhill (Les Gets)
4ª prova Coppa del mondo, Downhill (Big Bear)
5ª prova Coppa del mondo, Downhill (Snoqualmie Pass)
6ª prova Coppa del mondo, Downhill (Sierra Nevada)
7ª prova Coppa del mondo, Downhill (Kaprun)
8ª prova Coppa del mondo, Downhill (Arai)
Classifica finale Coppa del mondo, Downhill
8ª prova Coppa del mondo, Dual slalom (Arai)
Campionati europei, Dual slalom
Campionati francesi, Downhill
- 1999

Campionati del mondo, Downhill (Åre)
1ª prova Coppa del mondo, Downhill (Les Gets)
2ª prova Coppa del mondo, Downhill (Maribor)
3ª prova Coppa del mondo, Downhill (Nevegal)
5ª prova Coppa del mondo, Downhill (Squaw Valley)
6ª prova Coppa del mondo, Downhill (Mont-Sainte-Anne)
7ª prova Coppa del mondo, Downhill (Bromont)
8ª prova Coppa del mondo, Downhill (Kaprun)
Classifica finale Coppa del mondo, Downhill
Campionati francesi, Downhill
- 2000

Campionati del mondo, Downhill (Sierra Nevada)
Campionati del mondo, Dual slalom (Sierra Nevada)
1ª prova Coppa del mondo, Downhill (Les Gets)
2ª prova Coppa del mondo, Downhill (Cortina)
5ª prova Coppa del mondo, Downhill (Vail)
6ª prova Coppa del mondo, Downhill (Arai)
7ª prova Coppa del mondo, Downhill (Kaprun)
8ª prova Coppa del mondo, Downhill (Leysin)
Classifica finale Coppa del mondo, Downhill
- 2000

2ª prova Coppa del mondo, Dual slalom (Cortina)
3ª prova Coppa del mondo, Dual slalom (Maribor)
4ª prova Coppa del mondo, Dual slalom (Mont-Sainte-Anne)
5ª prova Coppa del mondo, Dual slalom (Vail)
6ª prova Coppa del mondo, Dual slalom (Arai)
7ª prova Coppa del mondo, Dual slalom (Kaprun)
8ª prova Coppa del mondo, Dual slalom (Leysin)
Classifica finale Coppa del mondo, Dual slalom
- 2001

Campionati del mondo, Downhill (Vail)
Campionati del mondo, Dual slalom (Vail)
1ª prova Coppa del mondo, Downhill (Maribor)
2ª prova Coppa del mondo, Downhill (Vars)
3ª prova Coppa del mondo, Downhill (Grouse Mountain)
4ª prova Coppa del mondo, Downhill (Durango)
5ª prova Coppa del mondo, Downhill (Arai)
7ª prova Coppa del mondo, Downhill (Kaprun)
Classifica finale Coppa del mondo, Downhill
1ª prova Coppa del mondo, Dual slalom (Maribor)
- 2002

Campionati del mondo, Downhill (Kaprun)
2ª prova Coppa del mondo, Downhill (Maribor)
3ª prova Coppa del mondo, Downhill (Mont-Sainte-Anne)
4ª prova Coppa del mondo, Downhill (Telluride)
5ª prova Coppa del mondo, Downhill (Les Gets)
Classifica finale Coppa del mondo, Downhill
Campionati del mondo, Four-cross (Kaprun)
1ª prova Coppa del mondo, Four-cross (Fort William)
2ª prova Coppa del mondo, Four-cross (Maribor)
3ª prova Coppa del mondo, Four-cross (Mont-Sainte-Anne)
5ª prova Coppa del mondo, Four-cross (Les Gets)
Classifica finale Coppa del mondo, Four-cross
Campionati francesi, Downhill
Campionati francesi, Dual slalom
- 2003

Campionati del mondo, Downhill (Lugano)
1ª prova Coppa del mondo, Downhill (Alpe d'Huez)
Campionati europei, Downhill
Campionati europei, Four-cross
Campionati del mondo, Four-cross (Lugano)
- 2004

1ª prova Coppa del mondo, Downhill (Fort William)
Campionati europei, Downhill
Campionati europei, Four-cross
1ª prova Coppa del mondo, Four-cross (Fort William)
- 2005

Campionati del mondo, Downhill (Livigno)
2ª prova Coppa del mondo, Downhill (Willingen)
3ª prova Coppa del mondo, Downhill (Schladming)
7ª prova Coppa del mondo, Downhill (Pila)
Campionati europei, Downhill
Campionati francesi, Downhill

### Sci di velocità

#### Mondiali
- 1 medaglia:
  - 1 oro (Production a Vars 2009).

## Piazzamenti

### Competizioni mondiali
- Campionati del mondo di mountain bike

Métabief 1993 - Downhill Juniores: vincitrice
Vail 1994 - Downhill Juniores: vincitrice
Kirchzarten 1995 - Downhill Juniores: vincitrice
Cairns 1996 - Downhill: vincitrice
Château-d'Œx 1997 - Downhill: vincitrice
Mont-Sainte-Anne 1998 - Downhill: vincitrice
Åre 1999 - Downhill: vincitrice
Sierra Nevada 2000 - Downhill: vincitrice
Sierra Nevada 2000 - Dual Slalom: vincitrice
Vail 2001 - Downhill: vincitrice
Vail 2001 - Dual Slalom: vincitrice
Kaprun 2002 - Downhill: vincitrice
Kaprun 2002 - Four-cross: vincitrice
Lugano 2003 - Downhill: vincitrice
Lugano 2003 - Four cross: vincitrice
Les Gets 2004 - Downhill: ritirata
Livigno 2005 - Downhill: vincitrice
- Coppa del mondo di mountain bike

Coppa del mondo 1994 - Downhill: 2º
Coppa del mondo 1995 - Downhill: ?
Coppa del mondo 1996 - Downhill: 2º
Coppa del mondo 1997 - Downhill: 2º
Coppa del mondo 1998 - Downhill: vincitrice
Coppa del mondo 1999 - Downhill: vincitrice
Coppa del mondo 2000 - Downhill: vincitrice
Coppa del mondo 2000 - Dual slalom: vincitrice
Coppa del mondo 2001 - Downhill: vincitrice
Coppa del mondo 2001 - Dual slalom: 5º
Coppa del mondo 2002 - Downhill: vincitrice
Coppa del mondo 2002 - Four cross: vincitrice
Coppa del mondo 2003 - Downhill: 15º
Coppa del mondo 2004 - Downhill: 10º
Coppa del mondo 2004 - Four cross: 7º
Coppa del mondo 2005 - Downhill: 8º
- Campionati del mondo di BMX

Victoria 2007 - BMX: 7º
Taiyuan 2008 - BMX: 2º
- Coppa del mondo di BMX

Coppa del mondo 2007: 4º
Coppa del mondo 2008: 11º
- Giochi olimpici

Pechino 2008 - BMX: vincitrice